# 1416년

## 연호
- 명(明) 영락(永樂) 14년
- 일본(日本) 오에이(応永) 23년

## 기년
- 명(明) 성조 영락제(成祖 永樂帝) 14년
- 조선(朝鮮) 태종(太宗) 16년

## 사건
- 태종, 공양공에서 공양왕으로 추봉하고 사신을 보내 고양 공양왕릉에서 지냄.

## 탄생
- 음력 5월 4일 - 조선의 권람(權擥)
- 음력 11월 29일 - 조선의 김담(金淡)
- 월일 미상 - 조선의 윤자운(尹子雲)·이포(李𧦞)·홍순로(洪純老)

## 사망
- 음력 4월 2일 - 조선의 문성부원군(文城府院君) 류량(柳亮)
- 음력 7월 29일 - 조선의 인녕부윤(仁寧府尹) 공부(孔俯)
- 음력 10월 12일 - 조선의 연성군(延城君) 김로(金輅), 계성군(鷄城君) 이래(李來)
- 음력 11월 6일 - 조선의 진산부원군(晉山府院君) 하륜(河崙)
- 음력 11월 13일 - 조선의 면성부원군(沔城府院君) 한규(韓珪)